# Courcy-aux-Loges
Courcy-aux-Loges là một xã trong tỉnh Loiret, vùng Centre-Val de Loire bắc trung bộ nước Pháp. Xã này nằm ở khu vực có độ cao từ 114-150 mét trên mực nước biển.